# Орослав'є

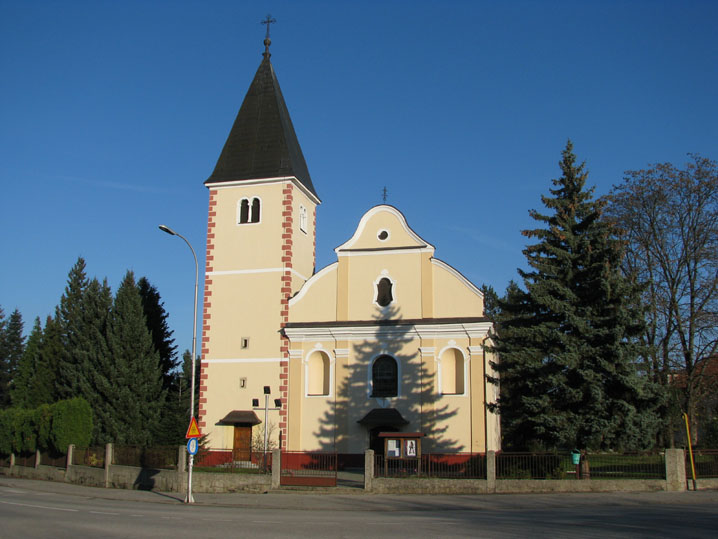
Парафіяльна церква Вознесіння Пречистої Діви Марії в Орослав'ї

Орослав'є (хорв. Oroslavje) — місто на півночі Хорватії, центр однойменної громади в складі 5 населених пунктів Крапинсько-Загорської жупанії. За даними перепису 2011 р. саме місто налічувало 3 368 жителів, а громада — 6 138 людей, 98% з яких становили хорвати. 
Назва міста згадується ще на початку ХІІІ століття, а саме ім'я найчастіше пов'язується з орлом, який і нині є символом міста та височить на його центральному майдані.

## Положення
Місто розташоване в південній частині округу Крапина-Загір'я приблизно за 40 км на північ від столиці Загреба. Однойменну громаду з півдня обмежовує Загребська жупанія, з північно-західного боку — Забок, зі сходу — Доня Стубиця, а з
південно-східного боку громада Стубицьке Топлице. Місто розташоване в районі основних автомобільних доріг до Західної Європи, Загреба, Адріатичного узбережжя та Славонії, і з таким транспортним сполученням перед ним відкриваються двері до економічного, сільськогосподарського, туристичного, культурного та іншого розвитку.

## Населення
Населення громади за даними перепису 2011 року становило 6 138 осіб. Населення самого поселення становило 3 368 осіб.
Динаміка чисельності населення громади:
Динаміка чисельності населення центру громади:

## Населені пункти
Крім поселення Орослав'є, до громади також входять:
- Андрашевець
- Крушлєво Село
- Мокрице
- Стубицька Слатина

## Клімат
Середня річна температура становить 10,15°C, середня максимальна – 24,45°C, а середня мінімальна – -6,50°C. Середня річна кількість опадів – 959,00 мм.
| Клімат поселення                              | Клімат поселення | Клімат поселення | Клімат поселення | Клімат поселення | Клімат поселення | Клімат поселення | Клімат поселення | Клімат поселення | Клімат поселення | Клімат поселення | Клімат поселення | Клімат поселення | Клімат поселення |
| Показник                                      | Січ.             | Лют.             | Бер.             | Квіт.            | Трав.            | Черв.            | Лип.             | Серп.            | Вер.             | Жовт.            | Лист.            | Груд.            |                  |
| Середній максимум, °C                         | 5,77             | 7,85             | 12,15            | 16,55            | 21,36            | 24,45            | 23,56            | 22,92            | 18,95            | 13,91            | 8,20             | 4,28             |                  |
| Середня температура, °C                       | −0,39            | 1,73             | 6,01             | 10,41            | 15,22            | 18,32            | 20,01            | 19,36            | 15,39            | 10,36            | 4,63             | 0,72             |                  |
| Середній мінімум, °C                          | −6,5             | −4,4             | −0,11            | 4,30             | 9,10             | 12,18            | 16,44            | 15,80            | 11,84            | 6,80             | 1,07             | −2,84            |                  |
| Норма опадів, мм                              | 50               | 50               | 64               | 69               | 82               | 109              | 91               | 95               | 95               | 93               | 93               | 68               |                  |
| Середньомісячна швидкість вітру, м/с          | 1.70             | 1.90             | 2.30             | 2.20             | 2.10             | 1.90             | 1.80             | 1.66             | 1.60             | 1.68             | 1.78             | 1.74             |                  |
| Середньомісячна сонячна радіація, кДж/м²·день | 4084             | 6839             | 10467            | 14837            | 18939            | 20677            | 21553            | 18707            | 13864            | 8648             | 4503             | 3256             |                  |
| --------------------------------------------- | ---------------- | ---------------- | ---------------- | ---------------- | ---------------- | ---------------- | ---------------- | ---------------- | ---------------- | ---------------- | ---------------- | ---------------- | ---------------- |
| Джерело:                                      |                  |                  |                  |                  |                  |                  |                  |                  |                  |                  |                  |                  |                  |